# Periconia hispidula
Periconia hispidula är en svampart som först beskrevs av Christiaan Hendrik Persoon, och fick sitt nu gällande namn av E.W. Mason & M.B. Ellis 1953. Periconia hispidula ingår i släktet Periconia, ordningen Pleosporales, klassen Dothideomycetes, divisionen sporsäcksvampar och riket svampar.   Inga underarter finns listade i Catalogue of Life.